# رجل المقاطعة
العروس القاتل (بالتاغالوغية: Ang Probinsyano)‏ هو مسلسل تلفزيوني فلبيني تم بثه على أي بي إس-سي بي إن منذ 28 سبتمبر 2015.

## روابط خارجية
- رجل المقاطعة على موقع IMDb (الإنجليزية)
- رجل المقاطعة على موقع كينوبويسك (الروسية)
- رجل المقاطعة على موقع قاعدة بيانات الفيلم (الإنجليزية)